# John Davidson (ishockeymålvakt)
John Arthur Davidson, född 27 februari 1953 i Ottawa, Ontario, är en kanadensisk idrottsledare och befattningshavare samt före detta professionell ishockeymålvakt och sportkommentator.
Han som ishockeymålvakt tillbringade tio säsonger i National Hockey League (NHL), där han spelade för St. Louis Blues och New York Rangers. Davidson släppte in i genomsnitt 3,53 mål per match och höll nollan sju gånger på 301 grundspelsmatcher. Han spelade även för New Haven Nighthawks och Springfield Indians i American Hockey League (AHL); Denver Spurs i Central Hockey League (CHL) samt Calgary Centennials i Western Canada Hockey League (WCHL).
Davidson draftades av St. Louis Blues i första rundan i 1973 års draft som femte spelare totalt.
Efter den aktiva spelarkarriären arbetade han som sportkommentator mellan 1983 och 2006, efter det arbetade han som president för ishockeyverksamheten (högste chef rörande ishockeyfrågor) hos St. Louis Blues, Columbus Blue Jackets och New York Rangers. Den 5 maj 2021 fick han och Rangers general manager Jeff Gorton sparken. Mellan 2014 och 2021 var han ordförande för Hockey Hall of Fames kommitté som ansvarar för inväljning av nya medlemmar.